# José Echenique (calciatore)
Alexander Echenique detto José (Táchira, 11 novembre 1971) è un ex calciatore venezuelano, di ruolo difensore.